# Mobelha-árctica

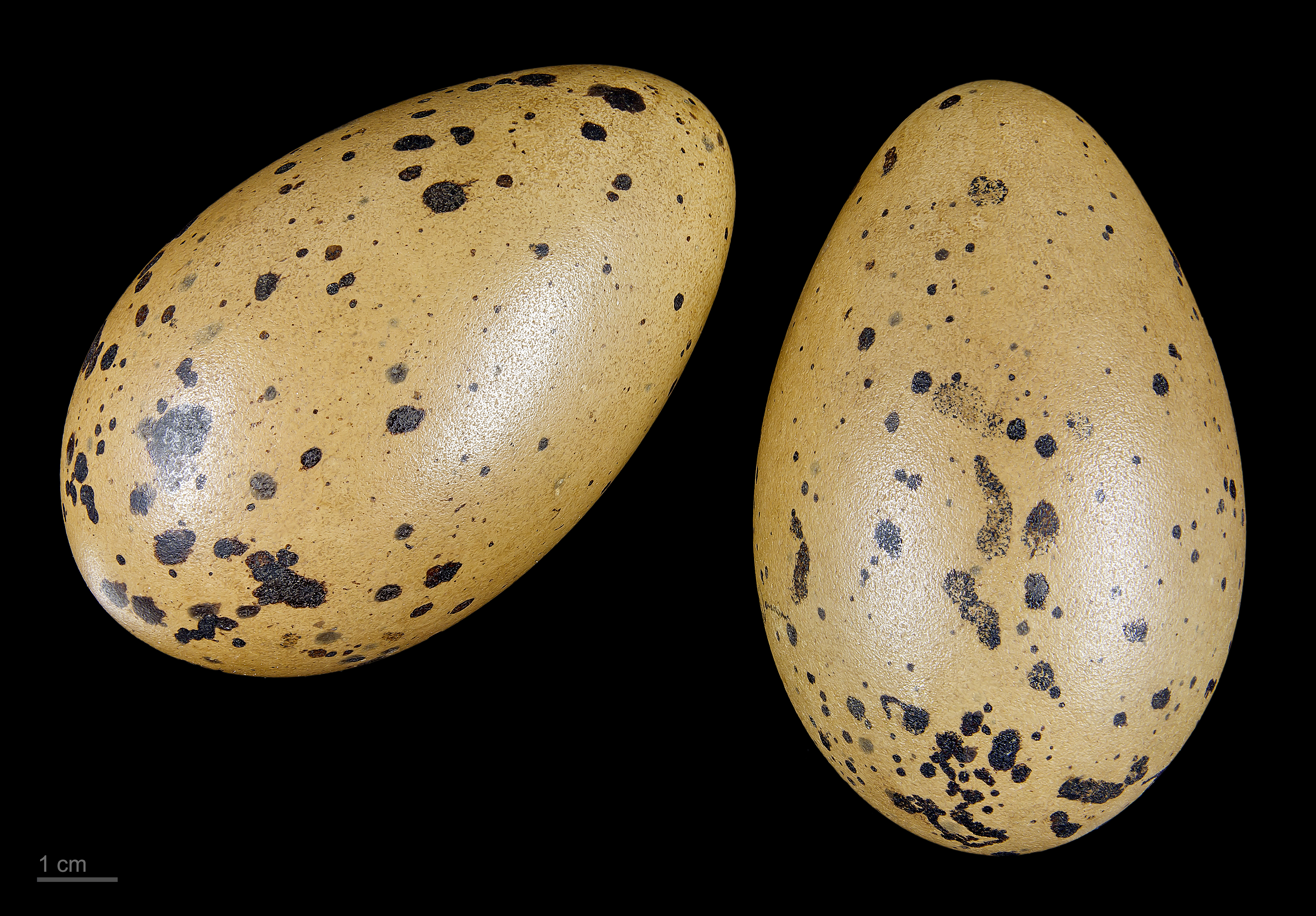
Gavia arctica - MHNT

Mobelha-árctica ou mobelha-de-garganta-preta (Gavia arctica) é uma ave da família Gaviidae. É um pouco menor que a mobelha-grande. É também conhecida como camilonga, galeirão-da-cal, galgueirão, galgueirão-da-cal, galo-de-cal ou mobelha-de-garganta-preta.
Nidifica na Escandinávia, na Sibéria e na América do Norte. No caso da Europa inverna nas costas da Europa Central e das Ilhas Britânicas. É muito rara na Península Ibérica.

## Subespécies
São reconhecidas 3 subespécies:
- G. a. arctica - Eurásia a oeste do vale do rio Lena
- G. a. viridigularis - Sibéria a leste do rio Lena
- G. a. pacifica - América do Norte e costa nordeste da Sibéria